# Anoplistes tuvensis
Anoplistes tuvensis là một loài bọ cánh cứng trong họ Cerambycidae.